# Projekt Euler
Projekt Euler – to ogólnie dostępna, strona internetowa gromadząca zadania o tematyce matematyczno-informatycznej, do których rozwiązania konieczne jest zaprogramowanie efektywnego algorytmu. Każde z zadań umieszczonych w projekcie można rozwiązać, przy pomocy odpowiedniego sposobu, na współczesnym komputerze, w czasie nie dłuższym niż minutę. Najpopularniejsze języki stosowane przez uczestników to C, C++, Python i Java.
Projekt wystartował w październiku 2001 roku, jako podstrona mathschallenge.net. W roku 2006 doczekał się własnej domeny. W lutym 2011 roku strona zgromadziła 323 indywidualne zagadki, a w marcu 2019 liczba zagadek przekroczyła 660.